# رودیکا شربان
رودیکا شربان (انگلیسی: Rodica Șerban؛ زادهٔ ۲۶ مهٔ ۱۹۸۳) قایقران روئینگ اهل رومانی است.
وی در مسابقات کشوری و بین‌المللی در مجموع برندهٔ ۲ مدال طلا، ۱ مدال برنز شده‌است.